# Таёжная повесть
«Таёжная повесть» — фильм Владимира Фетина 1979 года. Мелодрама-притча по рассказу «Сон о белых горах» из повествования в рассказах «Царь-рыба» Виктора Астафьева.

## Сюжет
На зиму Аким нанимается охотником-промысловиком на реку Эндэ. Добравшись до зимовья, он находит в охотничьей избушке, посреди безлюдной тайги, тяжело больную исхудавшую девушку Элю из Москвы, которая оказалась здесь, согласившись на предложение «вольного человека», индивидуалиста и ловеласа Георгия Герцева (Гоги) проводить её к экспедиции отца. Гога ушёл рыбачить, желая испытать на Царь-рыбу новую блесну, сделанную из боевой медали ветерана-алкоголика, которую Гога выменял у него за бутылку портвейна. Пойманная большая рыба потянула Гогу, он поскользнулся и, ударившись затылком о камень, погиб. 
Аким выхаживает Элю, откладывая свои охотничьи дела до её выздоровления. Эля показывает себя неспособной к самостоятельной жизни вне цивилизации и капризной, хотя и старается помогать Акиму. Им предстоит провести вместе несколько месяцев  до первого вертолёта, и они понимают, что зависят друг от друга. Вскоре запасы провизии оказываются уничтожены проникшей в избушку росомахой; Акиму ясно, что надвигающаяся зима принесёт сильные морозы, сильно затруднив их существование. Опасаясь за здоровье Эли, Аким решается на рискованный шаг – уходить к людям.
Они отправляются в путь за полсотни вёрст к рыбацкому посёлку, но людей там не оказывается. Девушка впадает в отчаяние. Успокоив Элю, Аким разводит сигнальный костёр и привлекает внимание людей на пролетающем самолёте. За ними прилетает вертолёт и вывозит из глухой тайги. Эля задерживается на семь дней  в местной больнице, так как доктор запретил ехать или лететь сразу; Аким, также заболевший, лечится "таёжными способами". Перед посадкой в самолёт Аким и Эля переживают разлуку. Аким отдаёт Эле обручальное кольцо Гоги, завёрнутое в пять рублей.

## В ролях
- Михаил Кононов — Аким
- Светлана Смехнова-Благоевич — Эля
- Евгений Киндинов — Георгий Герцев
- Владимир Кашпур — Коряга, ветеран-алкоголик
- Татьяна Пилецкая — мать Эли
- Вера Титова — медсестра
- Аркадий Трусов — врач
- Аркадий Пышняк — пассажир самолёта

## Съёмочная группа
- Сценарий: Виктор Астафьев, Альбина Шульгина
- Режиссёр: Владимир Фетин
- Оператор: Евгений Шапиро
- Художник: Валерий Юркевич
- Композитор: Василий Соловьёв-Седой